# Smilisca
Smilisca és un gènere de granotes de la família dels hílids que es troba a Mèxic, sud de Texas i Arizona, Amèrica Central i nord-oest de Sud-amèrica.

## Taxonomia
- Smilisca baudinii
- Smilisca cyanosticta
- Smilisca dentata
- Smilisca fodiens
- Smilisca phaeota
- Smilisca puma
- Smilisca sila
- Smilisca sordida